# Herb Tykocina
Herb Tykocina – jeden z symboli miasta Tykocin i gminy Tykocin w postaci herbu.

## Wygląd i symbolika
Herb przedstawia w polu czerwonym złotą głowę tura.

## Historia

Herb Tykocina w latach 1990-2020

Herb Tykocina przyjęty w 1990 r. przedstawiał głowę tura złotą w polu czerwonym na tarczy polskiej. Nad tarczą korona w kształcie bramy miejskiej obronnej z blankami i dewizą A.D. 1425 (Anno Domini 1425 - rok nadania praw miejskich). Wokół tarczy dewiza łacińska: Insigne Civitatis Tykocinensis. 
W związku z uwagami Komisji Heraldycznej zaprojektowano nowy herb, który umieszczony został na tarczy gotyckiej typu hiszpańskiego, głowa tura została obwiedziona liniami konturowymi oraz zrezygnowano z dewizy. Usunięto również wizerunek bramy miejskiej, gdyż miasto nigdy nie było otoczone jakimikolwiek obwarowaniami. Nowy wzór herbu przyjęto 6 marca 2020 roku.